# Худоярова, Роксана Шерзодовна
Роксана Шерзодовна Худоярова (узб. Roksana Sherzodovna Xudoyarova; 30 января 2001 года, Узбекистан) — легкоатлетка Узбекистана, специализирующаяся в основном на прыжках в длину, член сборной Узбекистана. В 2017 году на Чемпионате Азии по лёгкой атлетике среди юношей и девушек завоевала серебро в семиборье.

## Карьера
В 2017 году на Чемпионате Азии по лёгкой атлетике среди юношей и девушек в Бангкоке (Таиланд) завоевала серебро в семиборье, набрав 4653 очка.
В 2018 году на Чемпионате Азии по лёгкой атлетике в помещении в Тегеране (Иран) с результатом 5.73 м была лишь пятой, а в тройном прыжке седьмой с результатом 12.69 м. В этом же году на лицензионном Азиатском турнире по лёгкой атлетике, который проходил в Бангкоке (Таиланд), на Летние юношеские Олимпийские игры в тройном прыжке показала результат 13.21 м, завоевав золотую медаль и путёвку на олимпиаду. Однако на Летних юношеских Олимпийских играх в Буэнос-Айресе (Аргентина) в тройном прыжке заняла лишь четвёртое место с результатом 12.94 м.
В 2019 году принимала участие на Чемпионате Азии по лёгкой атлетике в Дохе (Катар). Однако выступила не успешно: в прыжках в длину была лишь шестой с результатом 6.08 м, а в тройном прыжке десятой с результатом 12.63 м.
В июне 2021 года в Бишкеке (Кыргызстан) на международном соревновании на призы Олимпийской чемпионки — Татьяны Колпаковой в тройном прыжке показала результат 14.36 м, завоевав золото. 26 июня 2021 года в Алма-Ате на Кубке Казахстана в тройном прыжке с результатом 13.92 м была третьей. 29 июня 2021 года в Ташкенте на Кубке Узбекистана показала в тройном прыжке с результатом 14.38 м, завоевав золото.
В 2021 году завоевала лицензию на XXXII Летние Олимпийские игры в Токио (Япония) и будет выступать в соревновании по тройному прыжку. Однако в квалификации выступила неуспешно и с результатом 13.02 м заняла лишь четырнадцатое место и не прошла дальше.